# Vương quốc Hồi giáo Delhi
Vương quốc Hồi giáo Delhi (tiếng Urdu:دلی سلطنت), hay Vương quốc Hồi giáo e Hind (tiếng Urdu: سلطنتِ هند) / Vương quốc Hồi giáo e Dilli (tiếng Urdu: سلطنتِ دلی) là các triều đại Hồi giáo đã trị vì Ấn Độ từ năm 1206 đến năm 1526. Nhiều triều đại Thổ Nhĩ Kỳ và Afghanistan đã trị vì từ Delhi: nhà Mamluk (1206–90), nhà Khilji (1290-1320), nhà Tughlaq (1320-1413), nhà Sayyid (1414-51), và nhà Lodhi (1451-1526). Vào năm 1526, Vương quốc Hồi giáo Delhi đã bị đế quốc Môgôn thôn tính.
Trong một phần tư cuối của thế kỷ 12, Muhammad Ghori đã xâm chiếm đồng bằng sông Ấn-Hằng, tiếp sau đó là Ghazni, Multan, Sindh, Lahore, và Delhi. Qutb-ud-din Aibak, một trong những tướng của ông đã tự xưng là Sultan của Delhi và thiết lập triều đại đầu tiên của Vương quốc Hồi giáo Delhi, triều đại Mamluk (mamluk có nghĩa là "nô lệ sinh ra ở gia đình bố mẹ tự do") sau khi Ghori mất năm 1206.

## Các vua của Vương quốc Hồi giáo Delhi

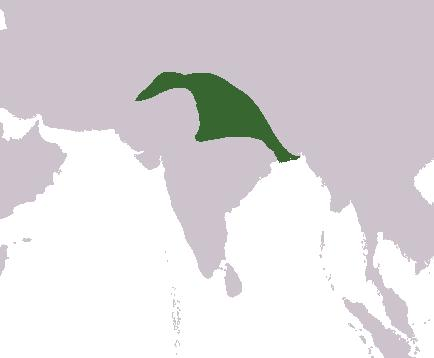

### Triều đại Mamluk(1206 - 1290)
- Qutb-ud-din Aibak (1206 - 1210)
- Aram Shah (1210 - 1211)
- Shams ud din Iltutmish (1211 - 1236)
- Rukn ud din Firuz (1236)
- Raziyyat ud din Sultana (1236 - 1240)
- Muiz ud din Bahram (1240 - 1242)
- Ala ud din Masud (1242 - 1246)
- Nasir ud din Mahmud (1246 - 1266)
- Ghiyas ud din Balban (1266 - 1286)
- Muiz ud din Qaiqabad (1286 - 1290)
- Kayumars (1290)

### Nhà Khilji(1290 - 1321)
- Jalal ud din Fir oz Khaliji (1290 - 1294)
- Alauddin Khilji (1294 - 1316)
- Shihab-ud-din Omar (1316)
- Qutb ud din Mubarak Shah (1316 - 1321)

### Nhà Tughlaq(1321 - 1398)

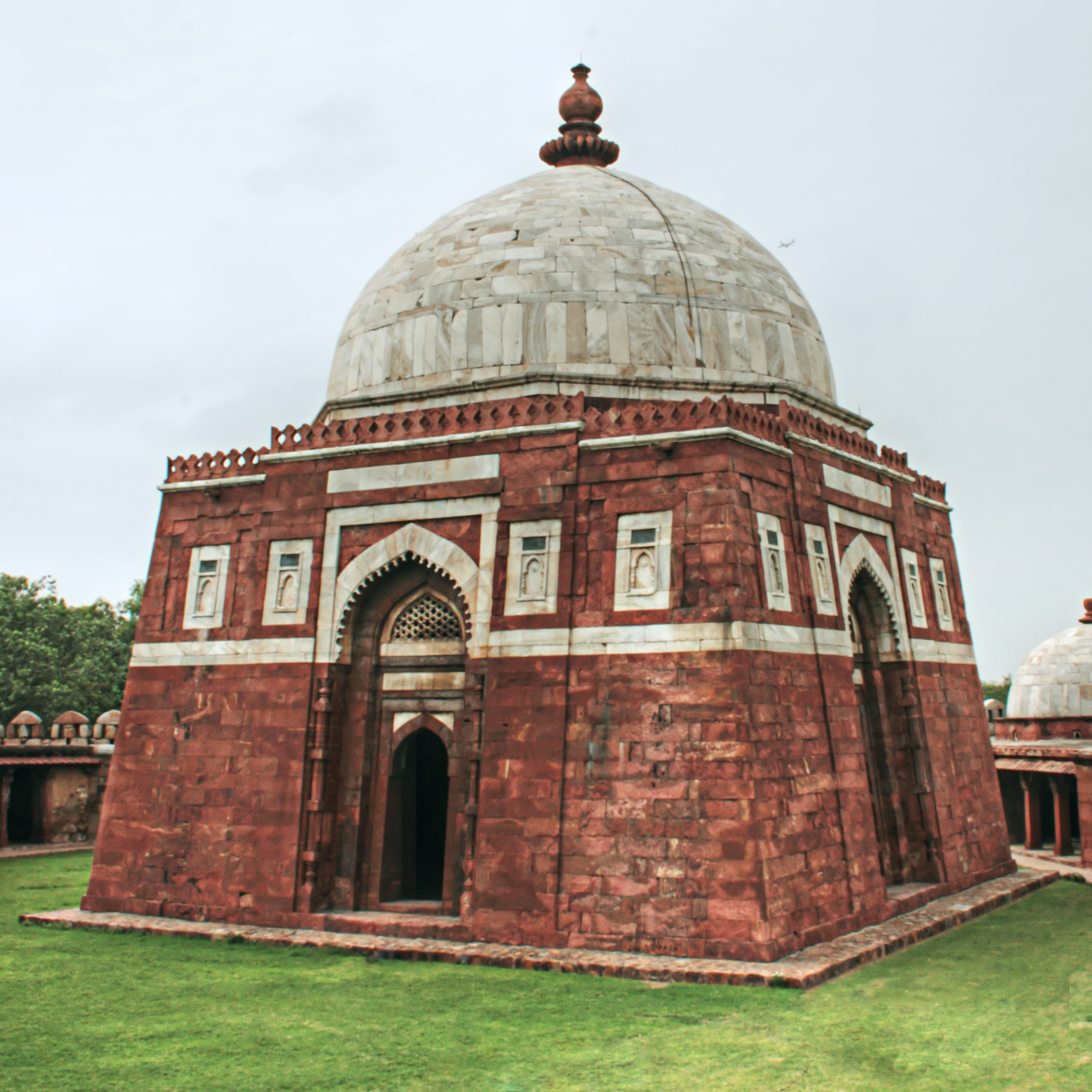

- Ghiyas ud din Tughluq Shah I (1321 - 1325)
- Muhammad Shah II (1325 - 1351)
- Mahmud Ibn Muhammad (March 1351)
- Firuz Shah Tughluq (1351 - 1388)
- Ghiyas ud din Tughluq II (1388 - 1389)
- Abu Baker (1389 - 1390)
- Nasir ud din Muhammad Shah III (1390 - 1393)
- Sikander Shah I (March - April 1393)
- Mahmud Nasir ud din (Sultan Mahmud II) at Delhi (1393 - 1394)
- Nusrat Shah at Firuzabad (1394 - 1398)

### Nhà Lodhi

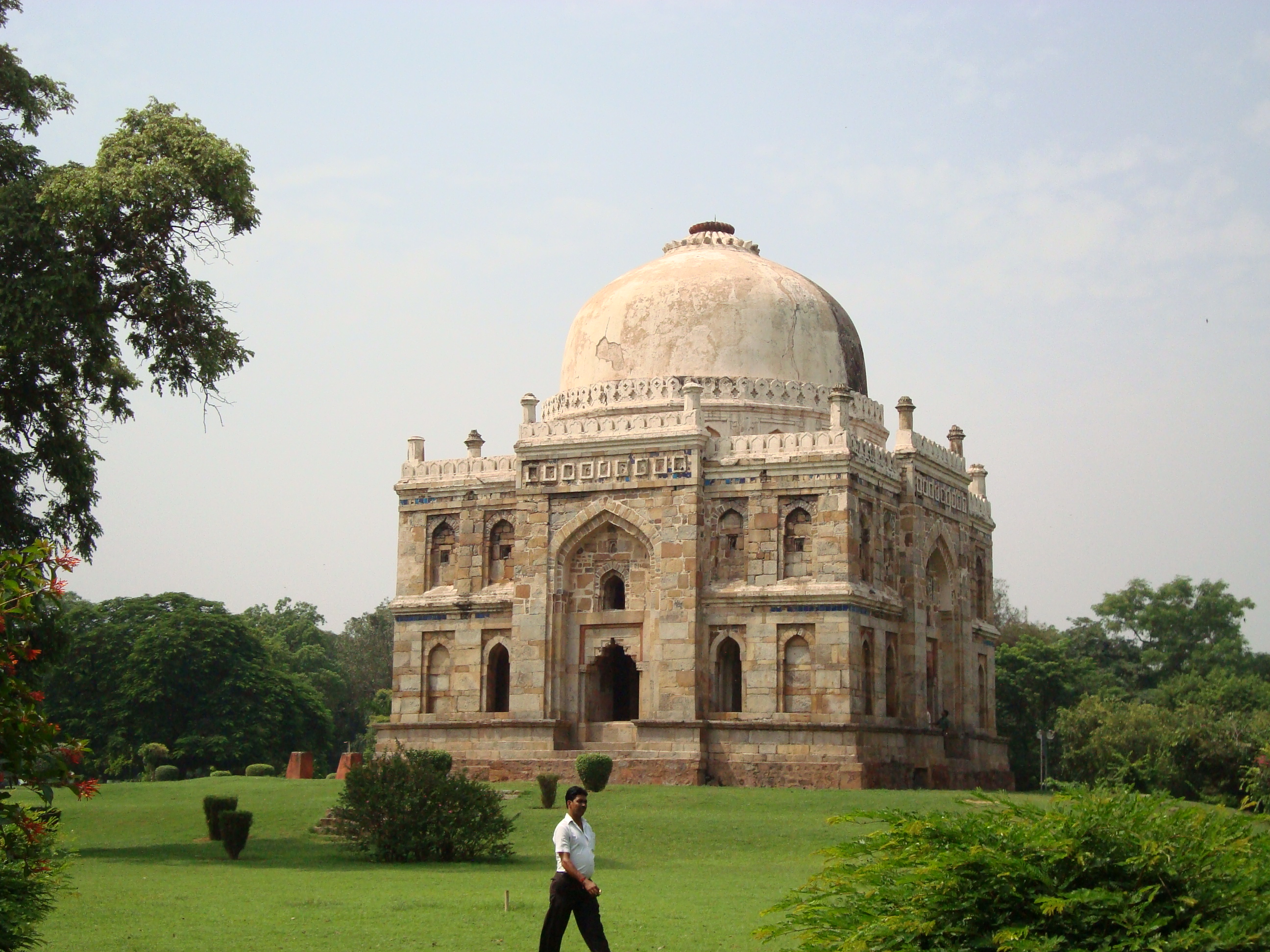
Vườn Delhi, xây dưới thời Lodhi

- Daulat Khan (1413 - 1414)

### Nhà Sayyid(1414 - 1451)
- Khidr Khan (1414 - 1421)
- Mubarrak Shah II (1421 - 1435)
- Muhammad Shah IV (1435 - 1445)
- Aladdin Alam Shah (1445 - 1451)

### Nhà Lodhi(1451 - 1526)
- Bahlul Khan Lodi (1451-1489)
- Sikandar Lodi (1489-1517)
- Ibrahim II (1517-1526)

(1526-1540 - Triều đại Môgôn)

### Nhà Sur(1540 - 1555)
Năm 1540, viên tướng Sher Khan người Afghan cử binh đánh đuổi vua Humayun của triều đại Môgôn ra khỏi Ấn Độ. Sher Khan lên ngôi hoàng đế, trở thành Sher Shah Sur của triều đại Sur. 
- Sher Shah Sur (1540 - 1545)
- Islam Shah (1545 - 1553)
- Muhammad V (1553 - 1554)
- Firuz (29 April - ngày 2 tháng 5 năm 1554)
- Ibrahim III (1554 - 1554/5)
- Sikander Shah (1554/5 - 1555)

Năm 1545, Sher Shah Sur qua đời, triều đại Sur suy yếu. Năm 1555, Humayun - lúc này đang sống lưu vong tại Ba Tư, cử binh tấn công Delhi, chiếm lại toàn bộ lãnh thổ của mình.